# Rocksmith 2014
Rocksmith 2014 è un videogioco musicale prodotto dalla Ubisoft, sequel del videogioco del 2011 Rocksmith. Inizialmente pubblicato per PlayStation 3, Xbox 360, Microsoft Windows e macOS nel 2013, è stato poi ripubblicato anche in versione PlayStation 4 e Xbox One nel 2014.
Come il predecessore, permette al giocatore di collegare qualsiasi chitarra o basso elettrico alla console per suonare una lista predefinita di brani.